# Pirro (nome)
Pirro  è un nome proprio di persona italiano maschile.

## Varianti
- Femminili: Pirra[1][3]

### Varianti in altre lingue
- Bulgaro: Пир (Pir)
- Catalano: Pirro[7]
  - Femminili: Pirra
- Croato: Pir
- Greco antico: Πύρρος (Pýrrhos)[5][6][8]
  - Femminili: Πύρρα (Pyrrha)
- Latino: Pýrrhus[1][5][6][8]
  - Femminili: Pyrrha[1]
- Russo: Пирр (Pirr)
- Femminili: Пирра (Pirra)
- Spagnolo: Pirro[7]
  - Femminili: Pirra
- Ucraino: Пірр (Pirr)
- Femminili: Пірра (Pirra)
- Ungherese: Pürrhosz

## Origine e diffusione
Deriva dal greco antico Πύρρος (Pýrrhos), un vocabolo correlato a πυρ (pyr, "fuoco"), che vuol dire "color della fiamma", e quindi "rosso [di capelli]" o "biondo", il che dà al nome lo stesso significato di Rufo, Porfirio, Rosso e Milziade.
Il nome gode di scarsissima diffusione in Italia, ed è disperso nel Centro-Nord, specie in Toscana; è di tradizione classica e storica, ripreso in epoca rinascimentale dalle varie figure che lo portarono; nella mitologia greca, Pirro è un soprannome di Neottolemo, mentre Pirra era la moglie di Deucalione che, col marito, contribuì a ripopolare la terra dopo il diluvio universale. Un altro Pirro, che fu re dell'Epiro durante le Guerre pirriche contro i Romani, è ricordato nell'espressione "vittoria di Pirro", che indica una vittoria ottenuta a costo troppo alto per il vincitore.

## Onomastico
Il nome è adespota, non essendoci santi così chiamati; l'onomastico può essere quindi festeggiato il 1º novembre per la festa di Ognissanti.

## Persone

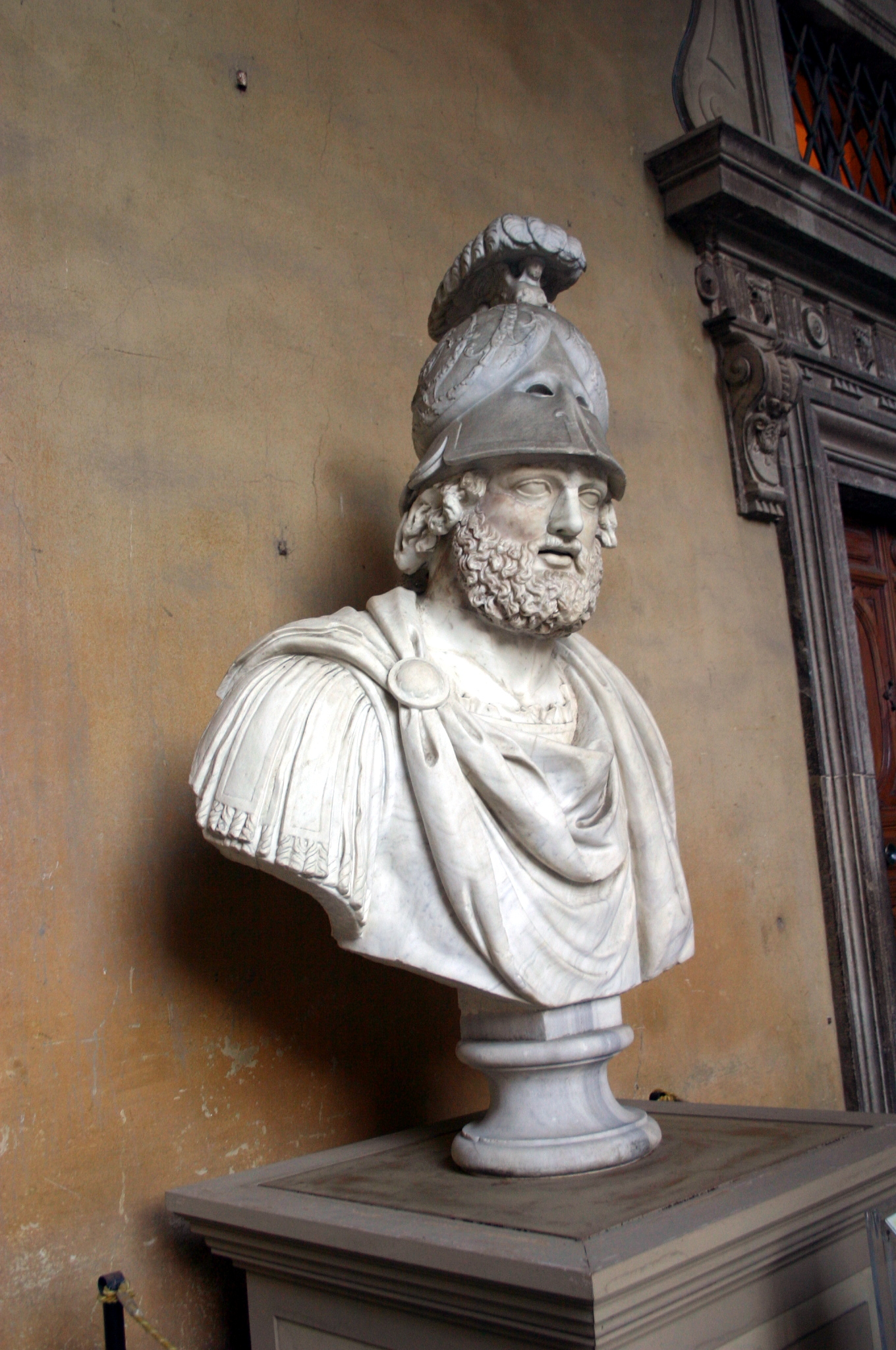
Pirro

- Pirro, hegemon dell'Epiro, re dei Molossi e avversario di Roma
- Pirro Albergati, compositore italiano
- Pirro Bottaro, pittore italiano
- Pirro Cuniberti, pittore e disegnatore italiano
- Pirro del Balzo, nobile italiano
- Pirro Maria Gabrielli, medico italiano
- Pirro Gonzaga, condottiero italiano
- Pirro Gonzaga, cardinale italiano
- Pirro II Gonzaga, condottiero italiano
- Pirro Ligorio, architetto, pittore e antiquario italiano
- Pirro Scavizzi, presbitero italiano
- Pirro Schettini, poeta italiano